# NAT 1

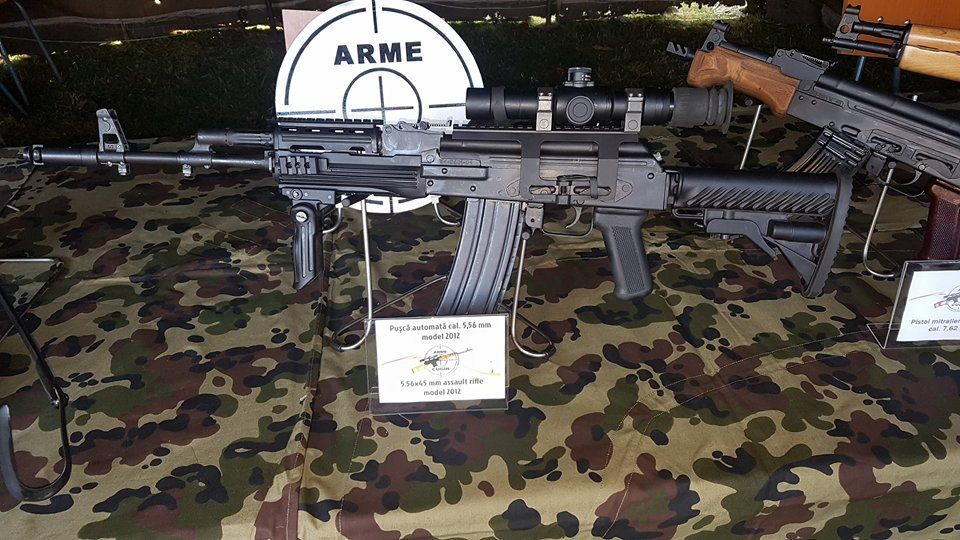
Noua armă de asalt NAT 1

NAT 1 este o armă de asalt românească fabricată de Uzina Mecanică Cugir. A fost concepută drept o armă de foc care întrunește toate cerințele tehnice NATO, oferind în același timp versatilitate diferiților utilizatori finali (infanteriști, parașutiști, scafandri etc.). Arma trage gloanțe standard NATO, de calibru 5.56. Arma cântărește 4 kilograme, folosește încărcătoare de 30 de cartușe din polimer sau din metal, are o cadență de tragere de 600 de cartușe pe minut și are o viteză inițială a proiectilelor de 800 de m/s.

## Producție
NAT 1 va fi produsă în două categorii: militară și civilă. Reprezentanța Uzinei Mecanice Cugir a adăugat faptul că această armă va fi produsă cu ușurință, pe liniile de producție deja existente.

## Impactul economic
Anticipând comenzi ale Ministerului Apărării, Uzina Mecanică Cugir ia în considerare angajarea de personal nou pentru atingerea capacității de producere dorite, astfel aducând o posibilă reducere a șomajului local.

## Variante
Diferiți posibili utilizatori finali și-au exprimat necesitățile specifice. Varianta pentru parașutiști și cea pentru echipele speciale de scafandri vor utiliza încărcătoare din polimer. Poliția de frontieră va utiliza o variantă echipată cu lanternă și marcator laser.

## Vezi și
- Listă de echipamente ale Armatei Române